# Kabahigoth
Kabahigoth (nep. कवहीगोठ) – gaun wikas samiti w środkowej części Nepalu w strefie Narajani w dystrykcie Bara. Według nepalskiego spisu powszechnego z 2001 roku liczył on 781 gospodarstw domowych i 5291 mieszkańców (2523 kobiet i 2768 mężczyzn).